# 坎道列斯
坎道列斯（希腊文：Κανδαύλης，英文：Candaules，约前735~前718年），吕底亚国王，密尔索斯之子，继任是巨吉斯。他的名字也是坎道列斯情结（Candaulism）的起源。
关于坎道列斯（赫拉克勒斯后裔家族）被巨吉斯（梅爾莫納達家族）推翻的事件，历史上有很多版本的记载。在柏拉图的《理想国》中，巨吉斯使用一枚戴上就可以隐身的魔法戒指篡夺了王位。但最早关于此事的记录，见于希罗多德的《历史》（1.8~1.14），坎道列斯本来只是想炫耀自己对妻子美貌的占有，却被妻子命令巨吉斯杀死。

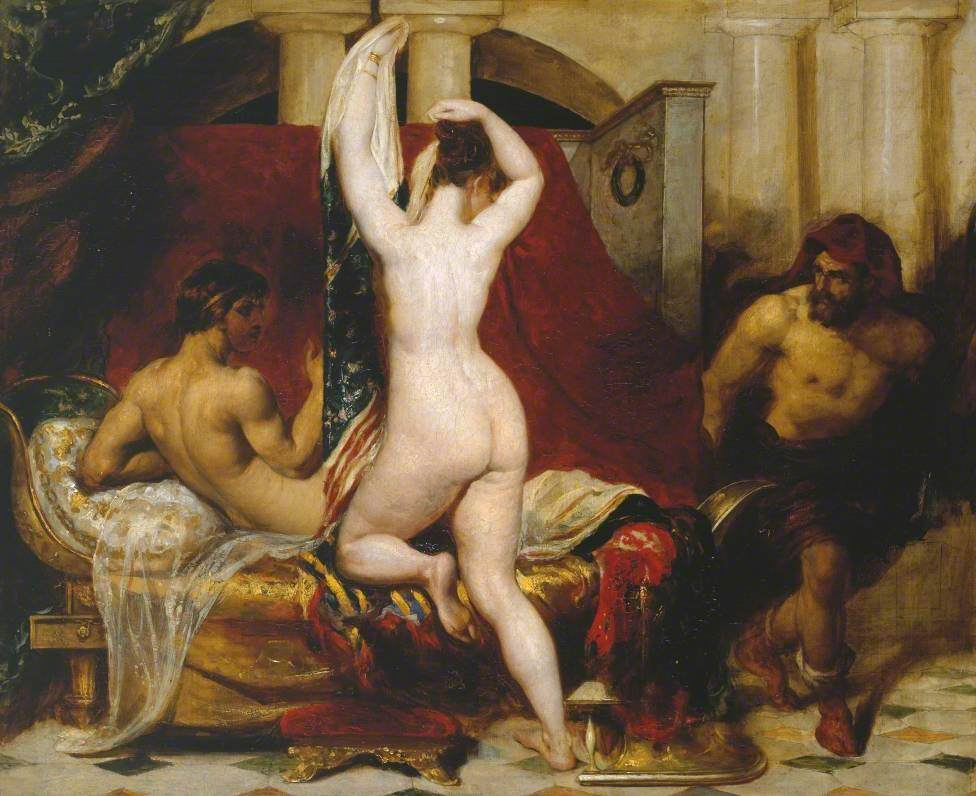
坎道列斯命令巨吉斯偷窥他的妻子，威廉·埃蒂绘，对应的是希罗多德所描述的场景。

## 希罗多德关于坎道列斯的记载
《历史》中这么叙述的：坎道列斯向自己的侍卫巨吉斯炫耀自己妻子惊人的美貌。他对巨吉斯说：“巨吉斯，你看我单是向你说我的妻子美丽，那你是不会相信的（人们总不会像相信眼睛那样地相信耳朵的）。你想个什么办法来看看她裸体时的样子吧”。
巨吉斯拒绝了，他不愿意窥视王后的身体，这对王后来说是一种耻辱。但他又害怕国王会惩罚他。
坎道列斯告诉巨吉斯一个计划，“当我进来睡觉的时候，她是会跟着进来的；在入口附近的地方有一把椅子，她脱下来的每一件衣服都放在这个椅子上。等她从椅子走向床而她的背朝着你的时候，那你就可以趁着这个機會不被她看见，从门口溜出去。”
到了晚上，巨吉斯按计划行事，但在看完王后离开的时候，王后看见了他，她立刻意识到丈夫羞辱了她，但她当时并没有说出来。她心里发誓要报复。
翌日，王后召集巨吉斯到她的寝室，告诉他只有两条路可选择：把坎道列斯杀死，变成我的丈夫并取得吕底亚的王位，或者你现在就死在这间屋子里，而巨吉斯选择了前者。
王后计划让他的丈夫在羞辱中死掉，她让巨吉斯同样躲在门后，当坎道列斯熟睡时，就用匕首杀死了他。之后，巨吉斯便取得了王位和王后。
另外，在柏拉图的叙述中，则是完全不同的场景，见于《理想国》（巨吉斯和吕底亚）。